# Robert Grossman
Robert Grossman (* 1. März 1940 in New York City; † 15. März 2018 ebenda) war ein US-amerikanischer Cartoonist, Karikaturist, Illustrator und Animator.

## Leben
Grossmann studierte bis 1961 an der Yale University Bildende Künste und gab zu dieser Zeit die humoristische College-Zeitung Yale Record heraus. Nach Ende seines Studiums arbeitete er kurzzeitig bei der Zeitschrift The New Yorker Weekly, war seit 1963 jedoch freiberuflich als Cartoonist und Karikaturist tätig. Es entstanden zahlreiche Zeichnungen zeitgenössischer Persönlichkeiten, die Grossman mit Stift und Sprühpistole realisierte. Illustrationen Grossmans erschienen unter anderem im New York Magazine, Rolling Stone, in The Nation und The New Yorker; über 500 Mal waren seine Werke auf Magazin-Covern zu sehen. Er zeichnete auch Filmposter, darunter das Poster mit dem verknoteten Flugzeug für den Film Die unglaubliche Reise in einem verrückten Flugzeug aus dem Jahr 1980, sowie Plattencover.
Seine Karikaturen setzte Grossman teilweise auch in kleinen Skulpturen um. Als Produzent war er am Knetanimationsfilm Jimmy the C von Jimmy Picker beteiligt und erhielt dafür 1978 eine Oscar-Nominierung in der Kategorie Bester animierter Kurzfilm. In den 1980er-Jahren realisierte Grossman mit seinem Bruder David Grossman zudem mehrere Werbe-Animationsfilme.